# Antony and the Johnsons
Antony and the Johnsons je skupina, kterou vede Antony Hegarty. Skupina vznikla v roce 1998 v New Yorku. Své první album vydala v roce 2000, druhé následovalo v roce 2005 a jako hosté se na něm podíleli Lou Reed, Boy George, Rufus Wainwright a Devendra Banhart. Album získalo několik ocenění, mezi nimi bylo i Mercury Prize.

## Diskografie
Studiová alba
- 2000: Antony and the Johnsons
- 2005: I Am a Bird Now
- 2009: The Crying Light
- 2010: Swanlights

Soundtrack
- 2013: Original Motion Picture Soundtrack (Deluxe Edition) (2013); album from the movie The Hunger Games: Catching Fire; Track 15 Angel on Fire